# Auguste Julien Bigarré
Auguste Julien Bigarré (Le Palais, 1º gennaio 1775 – Rennes, 14 maggio 1838) è stato un generale francese.

## Biografia
Figlio di un magistrato, all'età di 12 anni si imbarcò come mozzo su un piccolo veliero tre alberi che navigava tra Bordeaux e Brest. All'età di 14 anni si imbarcò come marinaio per le Indie occidentali a Nantes, a bordo de "La Raisonnable", e fece quattro viaggi a Santo Domingo dove si scontrò coi ribelli locali. Terminò il proprio servizio nel 1793 quando la sua nave tornò a Paimboeuf.
Nel 1793 entrò nell'esercito francese col grado di sottotenente del 9º reggimento di fanteria. Venne colpito a una spalla a Quiberon sotto il comando del generale Lazare Hoche, che lo promosse al grado di tenente. Nell'anno V divenne capitano dei fucilieri della 1ª legione dei Franchi e fece parte della spedizione irlandese, sotto il comando del generale Humbert. Combattendo contro le navi inglesi, la nave su cui era affondò nella baia di Audierne il 14 gennaio 1797 ed egli venne costretto a tornare a nuoto sulla costa bretone: contemporaneamente la spedizione naufragò.
Dopo questa sfortunata spedizione, compì diverse campagne agli ordini di Hoche e Moreau ed ebbe sempre l'occasione di distinguersi. Fatto prigioniero dagli austriaci, venne rilasciato dopo la pace di Leoben. Durante il colpo di stato del 18 fruttidoro dell'anno V, seguì la legione franca a Parigi. Questa legione divenne la 14^ mezza-brigata di fanteria leggera. Trasferito in Svizzera, nell'Armata d'Elvezia comandata dal generale Brune, prese parte alla battaglia combattuta nel cantone Soletta ed entrò a Berna il 2 marzo 1798. Venne nuovamente ferito nel settembre di quell'anno nel corso di un combattimento, quando ebbe la mascella fratturata da un proiettile.
Capitano dei carabinieri nel 1º battaglione del 14º reggimento di fanteria leggera nel 1800, combatté sotto il generale Moreau nella campagna di Hohenlinden. Il 3 dicembre, a Hohenlinden, catturò personalmente un obice e un pezzo da otto. Ferito da una pallottola al braccio, fu citato all'ordine dell'esercito, nella battaglia di Lambach, nella brigata del generale Drouet. Nel 1801 si trovava a Luxeuil-les-Bains per curare la sua ferita quando incontrò la moglie del Primo Console, Joséphine de Beauharnais, venuta in loco per curarsi con sua figlia Hortense. Auguste colse l'occasione per presentare alla moglie del primo console la richiesta di arruolarsi nella Guardia Consolare.
Nominato capitano dei cacciatori a piedi della guardia consolare, arrestò alle Tuileries, mentre era di guardia, un ex soldato, che nutriva rancore nei confronti di Napoleone per un'ingiustizia commessa contro di lui in passato e che era intenzionato ad assassinarlo. Posto di servizio alla Malmaison ed alle Tuileries, Bigarré fu di servizio nella cattedrale di Notre-Dame per l'incoronazione di Napoleone il 2 dicembre 1804, e poi a Milano durante l'incoronazione di Napoleone a re d'Italia. Poco dopo fu nominato maggiore del 4º reggimento di linea e si unì al campo di Boulogne agli ordini di Giuseppe Bonaparte, colonnello di quel reggimento. Con questo grado prese parte alle battaglie di Ulma ed Austerlitz. In quest'ultima battaglia catturò una potente batteria d'artiglieria.
Giuseppe Bonaparte, divenuto re di Napoli, chiamò Bigarré come aiutante di campo addetto alla sua persona. Entrò quindi al servizio del Regno di Napoli. Nominato colonnello del 1º reggimento di fanteria di linea napoletano dal 3 febbraio 1807, si occupò dell'organizzazione del 2º reggimento di linea. Fu nominato generale di brigata il 9 giugno 1808. Quando Giuseppe partì per la Spagna, lo seguì con lo stesso grado e gli fu accanto nelle varie battaglie comandate personalmente dal sovrano. Partecipò in particolare, come osservatore con il maresciallo Soult in Portogallo, alla battaglia di Oporto nel 1812 e fu inviato a Parigi per portare la notizia dell'avvenuta vittoria. Al suo ritorno venne a sapere della presa di Madrid e si unì a re Giuseppe a Valencia. Inviato nuovamente come messaggero a Parigi giunse dopo la campagna di Russia; quando la notizia si diffuse anche in Spagna, questo diede ulteriore impulso agli scontri da parte della resistenza anti-napoleonica. Sotto la pressione di Wellington, Salamanca venne evacuata il 25 e 27 maggio. Dopo la sconfitta di Vitoria il 21 giugno 1813, fu nominato tenente generale il 24 giugno 1813.
Tornato in Francia, riprese servizio nell'esercito francese, raggiungendo l'imperatore nell'agosto di quello stesso anno. Il 17 settembre venne assegnato al comando di una brigata dell'11º corpo d'armata, sotto il comando del maresciallo Macdonald. Venne nominato generale di brigata il 19 settembre 1813, prendendo poi parte alla campagna militare in Sassonia.
All'inizio della campagna di Francia del 1814 fu posto al comando di una brigata della giovane guardia sotto il comando del generale Boyer de Rebeval. Poi, agli ordini del maresciallo Victor, ebbe modo di distinguersi nella difficile battaglia di Craonne del 7 marzo, dove venne ferito. Il maresciallo Ney venne a complimentarsi con lui a nome dell'imperatore per il coraggio con cui la sua brigata aveva tenuto sotto controllo l'esercito russo per tutto lo scontro. Nominato provvisoriamente generale di divisione, il 17 marzo l'imperatore gli affidò il comando di una divisione della giovane guardia agli ordini del duca di Treviso. Ferito nuovamente a La Fère-Champenoise, il 25 marzo, prese comunque parte alla difesa di Parigi fino al 30 marzo 1814.
Dopo la caduta di Napoleone, re Luigi XVIII di Francia lo nominò comandante militare del dipartimento di Ille-et-Vilaine e gli concesse la croce di cavaliere dell'Ordine di San Luigi e quella di commendatore della legion d'onore.
Nel 1815, dopo che l'imperatore sbarcò a Golfe Juan per i Cento Giorni, venne eletto deputato di Ille-et-Vilaine (2 maggio 1815 - 21 luglio 1815) e ricevette il comando della 13ª divisione militare di stanza a Rennes, ma non poté impedire lo scoppio della guerra civile nel Morbihan. Posto agli ordini del generale Lamarque, comandante in capo degli eserciti dell'ovest, sconfisse i realisti a Redon il 4 giugno e ad Auray il 21 giugno.
Dopo la battaglia di Waterloo, gli fu tolto il comando e rimase inattivo fino al 1830. In quell'ultimo anno prese il comando della 13ª divisione che gli venne confermato anche da Luigi Filippo che lo nominò grand'ufficiale della legion d'onore il 29 aprile 1833 nonché Ispettore Generale di Fanteria nel 1835 e 1836.
Si sposò nel 1802 a Colmar con una giovane donna, ma il matrimonio venne sciolto nel 1813. Nel 1817, il generale Bigarré sposò Alexandrine Lebon, nata a Parigi nel settembre 1789, figlia di un avvocato.
Morì senza eredi, a Rennes, in seguito a lunga e dolorosa malattia, il 14 maggio 1838. Lasciò delle interessantissime memorie di guerra, scritte attorno al 1830 e pubblicate nel 1893.

## Araldica
| Stemma | Descrizione                                                             | Blasonatura |
| \| \|  | Auguste Julien Bigarré Barone militare dell'Impero francese (1810-1815) | Écartelé : au 1, de sinople, au lion d'or ; au 2 du quartier des Baron militaires de l'Empire ; au 3, d'or, à l'ancre de sable ; au 4, d'azur, au navire voguant sur une mer et acc. en chef à dextre d'une étoile, le tout d'argent. |
|        |                                                                         | |